# Dot.
Dot. es una serie animada canadiense basada en el libro homónimo escrito de Randi Zuckerberg. Es producida por la CBC en coproducción con Titmouse, Inc., The Jim Henson Company y el estudio de animación canadiense Industrial Brothers. La serie debutó en el bloque infantil de la cadena CBC en Canadá el 6 de septiembre de 2016. Más tarde se estrenó en el canal Universal Kids en los Estados Unidos el 19 de octubre del mismo año, y el 19 de marzo de 2018 fue estrenada en el canal Nat Geo Kids en Latinoamérica.

## Sinopsis
Trata sobre una niña de 8 años llamada Dot, curiosa y experta en tecnología que junto con sus amigos, se embarcan en diversas aventuras para explorar el mundo que los rodea a través del uso de las tecnologías digitales. La serie tiene el mismo objetivo que el libro homónimo, que es fomentar e inspirar a los niños a desarrollar vocaciones tecnológicas y científicas.

## Personajes
Aquí se mencionan los personajes principales y recurrentes que aparecen a lo largo de la serie:

### Principales
- Dot Comet[4] (doblada por Lilly Bartlam), también llamada en ocasiones DotRobot es una niña de ocho años apasionada a la tecnología,[5] que ama explorar el mundo que lo rodea. Usa computadora, tableta, juega a videojuegos, programa juegos y aplicaciones (con ayuda de su madre), graba vídeos y los sube a la red. Su nombre completo Dot Comet (traducción literal: "Punto Cometa"), es una referencia al denominado dominio de internet .com. También es scout y judía por parte de su madre.

- Scratch Comet (doblado por Terry McGurrin) es la mascota y mejor perro de Dot.

- Hal (doblado por Isaiah Slater) es el mejor amigo y vecino de Dot.[6] En cada episodio aparece con un traje diferente, también es scout al igual que Dot y le gusta jugar a juegos de rol. En el episodio El dia de Dev habla de que no le gustan los videojuegos.[7]

- Ruby Marshall (doblada por Grace Oliver) Es la mejor amiga de Dot. Tiene una afición a realizar películas con sus amigos. En el episodio Super Ruby revela que usa audífonos.

- Nev Jumelle (doblada por Abigail Oliver) es la hermana de Dev. Le gusta las artes marciales.

- Dev Jumelle (doblado por Ethan Tavares) es el hermano de Nev. También le gusta las artes marciales.

### Recurrentes
- Sra. Comet[8] (doblada por Denise Oliver) es la madre de Dot. En el episodio Una canción para todos ella canta una canción en homenaje a Janucá ya que es judía. La casa donde Dot vive es la misma que ella vivía junto a su padre cuando era una niña.[9]

- Sr. Comet (doblado por Terry McGurrin) es el padre de Dot. En el episodio Una canción para todos, canta la canción "Up on the House Top" en homenaje a la Navidad ya que es Cristiano.

- Abuelo (doblado por René Lemieux) es el abuelo materno de Dot y de nacionalidad francesa.

- Nana (doblada por Lynne Griffin) es la abuela paterna de Dot.

- Sr. Sherman (Saul Sherman) (doblado por Arte Hindle) es el otro vecino de Dot, un anciano gentil y amamnte de la jardinería. En el episodio Operación cupido nos dimos cuenta que se llama Saul Sherman

- Greg[10] (doblado por T. J. Miller) el hermano mayor de Hal, aparece en La festival de colores año nuevo de Dot.

- Sra. Marshall[11] (doblada por Nicki Burke) es la madre de Ruby.

- Ev Jumelle[12] (doblado por Anand Rajaram) es el padre de Nev y Dev.

- Lider Rangeroo Kerry (doblada por Helen King) es la líder del grupo de los Rangeroo y una guía virtual en la tableta de Dot que enseña sobre la naturaleza, a veces anticipando a su padre.

- Sra. Randi (doblada por Randi Zuckerberg), es la maestra de música de Dot, aparece en Una canción para todos y La festival de colores año nuevo de Dot.

- Margot  es la prima francesa de Dot. Solamente la vimos en el episodio Margot la magnifique  (episodio recomendado)

- Shantaul  es la tía de Dot y mama de Margot. Solamente la vimos en el episodio Margot la magnifique  (episodio recomendado)

## Episodios
La primera temporada consta de 52 episodios transmitidos originalmente entre 2016 y 2017. En enero de 2018, la serie fue renovada para una segunda temporada de 26 episodios, estrenada en octubre de 2018.

### 1° Temporada (2016–2017)
| # | Título                                                                          | Dirigido por  | Escrito por                      | Fecha de estreno en Canadá | Fecha de estreno en Latinoamérica | Fecha de estreno en Estados Unidos |
| --- | ------------------------------------------------------------------------------- | ------------- | -------------------------------- | -------------------------- | --------------------------------- | ---------------------------------- |
| 1 | «Qué Vengan los Truenos» «Bring the Thunder»                                    | M.R. Horhager | Craig Martin                     | 6 de septiembre de 2016    | 19 de marzo de 2018               | 12 de noviembre de 2016            |
| Dot intenta ayudar a su perro, Scratch, a superar su miedo a los truenos, aunque resulta que algunos problemas simplemente no pueden solucionarse.                                                                                         |                                                                                 |               |                                  |                            |                                   |                                    |
| 2 | «El Caballero Soggy» «One Soggy Knight»                                         | M.R. Horhager | Craig Martin                     | 8 de septiembre de 2016    | 19 de marzo de 2018               | 5 de noviembre de 2016             |
| Dot y los chicos van en búsqueda del juguete masticable extraviado de Scratch y, en el proceso, aprenden qué significa ser caballeroso. |                                                                                 |               |                                  |                            |                                   |                                    |
| 3 | «Dot y la Cacería del Tesoro» «Treasure Hunting Dot»                            | M.R. Horhager | Craig Martin                     | 8 de septiembre de 2016    | 20 de marzo de 2018               | 12 de noviembre de 2016            |
| Dot está emocionada por encontrar un increíble tesoro en la búsqueda de Geocache, pero Mamá y Hal le demuestran que su familia y amigos son el mejor tesoro.                                                                               |                                                                                 |               |                                  |                            |                                   |                                    |
| 4 | «Mira Esto!» «Picture This»                                                     | M.R. Horhager | Craig Martin                     | 31 de diciembre de 2016    | 9 de mayo de 2018                 | 28 de enero de 2017                |
| Dot se entusiasma haciéndole un elaborado regalo de agradecimiento a su mamá: una película animada protagonizada por 'Supermamá'. |                                                                                 |               |                                  |                            |                                   |                                    |
| 5 | «Maestro de los Sustos 2.0» «Scaremaster 2.0»                                   | M.R. Horhager | Craig Martin                     | 25 de octubre de 2016      | 27 de octubre de 2018             | 29 de octubre de 2016              |
| Dot reúne a los chicos para darle a su papá, el autoproclamado "Maestro de los sustos", un miedo que no olvidará pero al final, Dot es la única que no se imagina quién asustará a quién.                                                  |                                                                                 |               |                                  |                            |                                   |                                    |
| 6 | «Fuera Fantasmas!» «Ghoul Away!»                                                | M.R. Horhager | Andrew Sabiston                  | 27 de octubre de 2016      | 27 de octubre de 2018             | 29 de octubre de 2016              |
| Cuando un fantasma aparece en la casa del Señor Sherman, Dot se encarga de él con la esperanza de lograr que a su vecino le guste Halloween otra vez.                                                                                      |                                                                                 |               |                                  |                            |                                   |                                    |
| 7 | «Hola Cello» «Hello, Cello»                                                     | M.R. Horhager | Amy Benham                       | 27 de septiembre de 2016   | 20 de marzo de 2018               | 22 de octubre de 2016              |
| A Dot le cuesta concentrarse para aprender a tocar el Chelo, pero Nev la ayuda a entender que la práctica es la única forma de mejorar. |                                                                                 |               |                                  |                            |                                   |                                    |
| 8 | «¡Cena Para Treinta!» «Dinner for Thirty»                                       | M.R. Horhager | Craig Martin                     | 17 de noviembre de 2016    | 21 de marzo de 2018               | 19 de noviembre de 2016            |
| Emocionada ante la posibilidad de usar una impresora de alimentos en 3D, Dot imprime accidentalmente demasiados huesos de perro y tiene que pedir ayuda cuando su casa atrae a estos animales.                                             |                                                                                 |               |                                  |                            |                                   |                                    |
| 9 | «¡Fácil Como Hacer Limonada!» «Easy Squeezy»                                    | M.R. Horhager | Alice Prodanou                   | 15 de septiembre de 2016   | 21 de marzo de 2018               | 5 de noviembre de 2016             |
| Dot se encarga de ayudar a Hal con su puesto de limonada, pero termina haciéndose cargo de todo en su intento por construir un imperio de limonadas.                                                                                       |                                                                                 |               |                                  |                            |                                   |                                    |
| 10 | «El Mejor Amigo de un Perro» «A Dog's Best Friend»                              | M.R. Horhager | Amy Benham                       | 22 de septiembre de 2016   | 22 de marzo de 2018               | 22 de octubre de 2016              |
| Queriendo darle a Scratch su mejor amigo perro, Dot le construye un compañero robot antes de darse cuenta de que ella es la mejor amiga de Scratch.                                                                                        |                                                                                 |               |                                  |                            |                                   |                                    |
| 11 | «Día De Nieve» «Snow Day»                                                       | M.R. Horhager | Ashley Lannigan                  | 29 de septiembre de 2016   | 22 de marzo de 2018               | 7 de enero de 2017                 |
| Dot planea el mejor día de nieve cuando su abuela viene de visita, pero cuando la falta de nieve arruina su itinerario, Dot descubre que simplemente pasar el tiempo juntas es lo único que realmente importa.                             |                                                                                 |               |                                  |                            |                                   |                                    |
| 12 | «Déjaselo a Dot» «Leaf it to Dot»                                               | M.R. Horhager | Andrew Sabiston                  | 20 de septiembre de 2016   | 19 de abril de 2018               | 22 de octubre de 2016              |
| Papá lleva a Dot y Hal a una caminata por la naturaleza para ganar sus insignias finales de Rangeroo, mostrando el por qué es bueno desconectarse, mientras que Dot y Hal le muestran cómo la tecnología y la naturaleza funcionan juntas. |                                                                                 |               |                                  |                            |                                   |                                    |
| 13 | «Una Canción Para Todos» «A Song For Everyone»                                  | M.R. Horhager | Amy Benham                       | 6 de diciembre de 2016     | 1 de diciembre de 2018            | 26 de noviembre de 2016            |
| Dot y sus amigos trabajan juntos para escribir una canción para el Concierto de Invierno que irá dirigida a toda la ciudad independientemente de la fiesta que celebren, pero su actuación se ve amenazada por una tormenta de nieve.      |                                                                                 |               |                                  |                            |                                   |                                    |
| 14 | «El Árbol de Navidad» «The Holiday Tree»                                        | M.R. Horhager | Meghan Read                      | 13 de diciembre de 2016    | 1 de diciembre de 2018            | 26 de noviembre de 2016            |
| Dot se asusta al descubrir que accidentalmente se deshizo de todas las decoraciones del árbol de la ciudad. Ella trabaja todo el día para hacer nuevas decoraciones y descubre la alegría que viene con el dar y compartir.                |                                                                                 |               |                                  |                            |                                   |                                    |
| 15 | «La Feria del Inventor» «Maker Breaker»                                         | M.R. Horhager | Amy Benham                       | 31 de enero de 2017        | 23 de marzo de 2018               | 6 de febrero de 2017               |
| Dot tiene problemas con su proyecto para la feria y debe darse cuenta de que hacer algo grandioso lleva tiempo y muchos pasos equivocados.                                                                                                 |                                                                                 |               |                                  |                            |                                   |                                    |
| 16 | «Dot, Doctora de Perros» «Dog Doc Dot»                                          | M.R. Horhager | TBA                              | 2 de marzo de 2017         | 23 de marzo de 2018               | 6 de mayo de 2017                  |
| Cuando Scratch se lastima una pata, Dot se convierte en una intensa madre sobreprotectora. |                                                                                 |               |                                  |                            |                                   |                                    |
| 17 | «Aventura en el Lago» «Shallow End Hal»                                         | M.R. Horhager | Amy Benham                       | 3 de enero de 2017         | 26 de marzo de 2018               | 14 de enero de 2017                |
| Dot y Hal están emocionados pues van a nadar al lago por primera vez. Mientras Dot aprende a flotar entre los peces y algas, Hal la pasa mal y decide quedarse en la arena.                                                                |                                                                                 |               |                                  |                            |                                   |                                    |
| 18 | «Achudini» «Achoo-dini»                                                         | M.R. Horhager | Emer Connon                      | 8 de noviembre de 2017     | 27 de marzo de 2018               | 22 de octubre de 2016              |
| Dot está devastada cuando un resfriado desagradable le impide asistir a la fiesta de cumpleaños con temática mágica de Ruby, pero papá la ayuda a encontrar una manera de convertir sus síntomas en algunos trucos divertidos.             |                                                                                 |               |                                  |                            |                                   |                                    |
| 19 | «Dot, Desconectada» «Dot. Unplugged»                                            | M.R. Horhager | Amy Benham                       | 10 de noviembre de 2017    | 28 de marzo de 2018               | 7 de enero de 2017                 |
| Dot y su familia participan del Día Nacional de la Desconexión, pero mantenerse lejos de la tecnología resulta ser más difícil de lo que creían.                                                                                           |                                                                                 |               |                                  |                            |                                   |                                    |
| 20 | «Scratch Dice...» «Scratch Says»                                                | M.R. Horhager | Emer Connon                      | 15 de noviembre de 2017    | 29 de marzo de 2018               | 19 de noviembre de 2016            |
| Dot crea una aplicación para traducir lo que Scratch dice, así todos pueden entenderlo, pero darle su propia voz a Scratch tiene ciertos resultados inesperados.                                                                           |                                                                                 |               |                                  |                            |                                   |                                    |
| 21 | «Hal en Uno» «Hal in One»                                                       | M.R. Horhager | Ashley Lannigan                  | 10 de enero de 2017        | 30 de marzo de 2018               | 14 de enero de 2017                |
| El torneo de minigolf familiar llega y Dot se ofrece para ayudar a Hal a estar en forma, pero al final, todo lo que puede darle es su apoyo y aliento.                                                                                     |                                                                                 |               |                                  |                            |                                   |                                    |
| 22 | «Un Cohete Increíble» «Rocket out of the Park»                                  | M.R. Horhager | TBA                              | 22 de noviembre de 2016    | 2 de abril de 2018                | 6 de febrero de 2017               |
| Dot y sus amigos participan del taller de construcción de cohetes, donde Dot ve lo genial que es que cada uno construya las cosas a su manera.                                                                                             |                                                                                 |               |                                  |                            |                                   |                                    |
| 23 | «Una Historia de Pesca» «A Fishing Tale»                                        | M.R. Horhager | Craig Martin                     | 5 de enero de 2017         | 3 de abril de 2018                | 11 de febrero de 2017              |
| Dot le compra a su papá un rastreador de peces de alta tecnología para ayudarlo a pescar, pero el aparato los mete en problemas cuando un monstruoso pez lo muerde.                                                                        |                                                                                 |               |                                  |                            |                                   |                                    |
| 24 | «Te Atrapé!» «Gotcha»                                                           | M.R. Horhager | Kati Rocky                       | 17 de enero de 2017        | 4 de abril de 2018                | 24 de enero de 2017                |
| Dot se enfrenta a una astuta ardilla que ha estado robando vegetales de su jardín. |                                                                                 |               |                                  |                            |                                   |                                    |
| 25 | «Jardín Urbano» «Garden Stakes»                                                 | M.R. Horhager | Andrew Sabiston                  | 19 de enero de 2017        | 5 de abril de 2018                | 28 de enero de 2017                |
| Los scouts Dot y Hal se unen para construir un jardín comunitario, esperando conseguir nuevas insignias. Sin embargo, acaban construyendo algo aún más importante: el espíritu comunitario.                                                |                                                                                 |               |                                  |                            |                                   |                                    |
| 26 | «Fiesta de Pijamas» «Slumber Party»                                             | M.R. Horhager | Robert Pincombe y Shelly Hoffman | 21 de febrero de 2017      | 6 de abril de 2018                | 11 de febrero de 2017              |
| Dot va a su primera pijamada, pero se sorprende al sentirse nerviosa y deseando volver a casa. |                                                                                 |               |                                  |                            |                                   |                                    |
| 27 | «DramaRama» «Drama-Rama»                                                        | M.R. Horhager | Kati Rocky                       | 14 de marzo de 2017        | 10 de abril de 2018               | 13 de mayo de 2017                 |
| Los chicos hacen una obra de teatro en el patio, y Dot exagera con efectos especiales, poniendo toda la producción en peligro. |                                                                                 |               |                                  |                            |                                   |                                    |
| 28 | «Lo Que Sube, Tiene Que Bajar» «What Goes Up Must Come Down»                    | M.R. Horhager | Phil McCordic                    | 14 de marzo de 2017        | 11 de abril de 2018               | 20 de mayo de 2017                 |
| Dot ignora las reglas para volar drones y accidentalmente su dron acaba atascado en un árbol. |                                                                                 |               |                                  |                            |                                   |                                    |
| 29 | «Gran Ayuda» «Big Help»                                                         | M.R. Horhager | TBA                              | 27 de abril de 2017        | 12 de abril de 2018               | 26 de mayo de 2017                 |
| Dot y Hal quieren conseguir su insignia de Ayudantes, pero tienen problemas hallando un trabajo importante y digno de una insignia. |                                                                                 |               |                                  |                            |                                   |                                    |
| 30 | «Mariposa Lejos de Casa» «Butterfly Away Home»                                  | M.R. Horhager | Amy Benham                       | 7 de marzo de 2017         | 13 de abril de 2018               | 6 de mayo de 2017                  |
| Dot encuentra una oruga y se la lleva para criarla hasta que se convierta en una mariposa, pero luego le cuesta dejarla ir. |                                                                                 |               |                                  |                            |                                   |                                    |
| 31 | «Por el Bien de las Mascotas» «For Pet's Sake»                                  | M.R. Horhager | Robert Pincombe y Shelly Hoffman | 9 de marzo de 2017         | 17 de abril de 2018               | 13 de mayo de 2017                 |
| Dot y Hal abren un negocio de cuidado de mascotas para sus amigos, pero acaban aceptando más trabajo del que pueden hacer. |                                                                                 |               |                                  |                            |                                   |                                    |
| 32 | «Recordando a Ogopogo» «Remembering Ogopogo»                                    | M.R. Horhager | Amy Benham                       | 12 de enero de 2017        | 16 de abril de 2018               | 24 de enero de 2017                |
| Dot, Hal y Ruby trabajan juntos creando un video memorial para ayudar a Nev y Dev a lidiar con la pérdida de su pez dorado mascota, Ogopogo.                                                                                               |                                                                                 |               |                                  |                            |                                   |                                    |
| 33 | «Las Botas de Dot se Hicieron para Caminar» «Dot's Boots Were Made for Walking» | M.R. Horhager | TBA                              | 9 de mayo de 2017          | 18 de abril de 2018               | 27 de mayo de 2017                 |
| La familia de Dot participa en una recaudación de fondos para la nueva biblioteca de la escuela, recaudando donaciones por cada paso que dan.                                                                                              |                                                                                 |               |                                  |                            |                                   |                                    |
| 34 | «Luces Apagadas» «Lights Out»                                                   | M.R. Horhager | Meghan Read                      | 6 de abril de 2017         | 19 de abril de 2018               | 26 de mayo de 2017                 |
| Una tormenta electromagnética hace que todos puedan ver la aurora boreal, por lo que Dot se propone iniciar una campaña de 'luces apagadas'.                                                                                               |                                                                                 |               |                                  |                            |                                   |                                    |
| 35 | «Baila Dot Baila» «Dance Dot Dance»                                             | M.R. Horhager | Meghan Read                      | 4 de abril de 2017         | 20 de abril de 2018               | 20 de mayo de 2017                 |
| Dot obtiene un puntaje muy bajo en un juego de baile. Ella pone toda su energía y contrata a Hal para que la entrene y así probar que sí puede bailar.                                                                                     |                                                                                 |               |                                  |                            |                                   |                                    |
| 36 | «Carrera De Robots» «Robo Racers»                                               | M.R. Horhager | TBA                              | 11 de abril de 2017        | 23 de abril de 2018               | 26 de mayo de 2017                 |
| Dot y sus amigos no pueden esperar para competir en la carrera de Robots, pero cuando todos tienen ideas diferentes para su robot, corren el riesgo de no poder participar.                                                                |                                                                                 |               |                                  |                            |                                   |                                    |
| 37 | «Grandes Expectativas» «Great Eggspectations»                                   | M.R. Horhager | Alan Gregg                       | 13 de abril de 2017        | 24 de abril de 2018               | 26 de mayo de 2017                 |
| Dot asume el reto de cuidar un huevo, pero se frustra cuando todos sus esfuerzos por forjar el ambiente perfecto para sus pollitos, falla en producir la eclosión rápidamente.                                                             |                                                                                 |               |                                  |                            |                                   |                                    |
| 38 | «Ojala Estuvieras Aquí» «Wish You Were Here»                                    | M.R. Horhager | TBA                              | 13 de abril de 2017        | 25 de abril de 2018               | 25 de mayo de 2017                 |
| Inspirada por su creciente colección de postales de Nana, Dot decide hacer su propia postal para enviársela, una postal espectacular, que se equipare a las que ella ha recibido...lo que resulta más difícil de lo que creía.             |                                                                                 |               |                                  |                            |                                   |                                    |
| 39 | «La Máxima Mansión de Scratch» «The Ultimate Scratch Pad»                       | M.R. Horhager | TBA                              | 11 de mayo de 2017         | 26 de abril de 2018               | 27 de mayo de 2017                 |
| Luego de que una rama de árbol destruye la casita de Scratch, Dot decide renovar completamente la vivienda de su cachorro. |                                                                                 |               |                                  |                            |                                   |                                    |
| 40 | «El Misterio de la Historia» «History Mystery»                                  | M.R. Horhager | TBA                              | 20 de junio de 2017        | 27 de abril de 2018               | 9 de septiembre de 2017            |
| Dot encuentra un misterioso mapa en su sótano, y junto a Hal, seguirá el mapa hasta un tesoro enterrado en su propio patio. |                                                                                 |               |                                  |                            |                                   |                                    |
| 41 | «Rápidos y Fabulosos Reparadores» «Fast and Fabulous Fixers Inc.»               | M.R. Horhager | TBA                              | 30 de mayo de 2017         | 30 de abril de 2018               | 28 de mayo de 2017                 |
| Dot decide abrir su propia tienda de reparaciones, pero pronto se da cuenta de que aprender a reparar una cosa, no significa que sepas arreglar todo.                                                                                      |                                                                                 |               |                                  |                            |                                   |                                    |
| 42 | «Mala para Devolver» «Bad Borrower»                                             | M.R. Horhager | TBA                              | 22 de junio de 2017        | 1 de mayo de 2018                 | 10 de septiembre de 2017           |
| Dot está horrorizada al escuchar que sus amigos la consideran una descuidada al tomar prestadas sus cosas, pero cuando pierde la cámara digital de Hal, se cuestiona si quizá tienen razón. |                                                                                 |               |                                  |                            |                                   |                                    |
| 43 | «Intercambio» «Swap Bop»                                                        | M.R. Horhager | TBA                              | 27 de junio de 2017        | 2 de mayo de 2018                 | 9 de septiembre de 2017            |
| Dot y Hal quieren comprar un nuevo y llamativo juguete, por lo que intentan reunir el dinero en una venta de garaje. Las cosas se ponen de cabeza cuando se dan cuenta de que intercambiaron un objeto valioso.                            |                                                                                 |               |                                  |                            |                                   |                                    |
| 44 | «El Duelo del Mejor Amigo» «Best Friend Showdown»                               | M.R. Horhager | TBA                              | 5 de septiembre de 2017    | 3 de mayo de 2018                 | 23 de septiembre de 2017           |
| Dot está atrapada en medio de un duelo de mejores amigos entre Hal y Ruby, pues ambos declaran ser el único y verdadero mejor amigo de Dot.                                                                                                |                                                                                 |               |                                  |                            |                                   |                                    |
| 45 | «Tanto que hacer y tan poco tiempo» «So Much to Do, So Little Dot»              | M.R. Horhager | TBA                              | 3 de agosto de 2017        | 4 de mayo de 2018                 | 16 de septiembre de 2017           |
| Deseando pasar tiempo con sus amigos, Dot no logra dividirse entre todos, por lo que acaba pasando tiempo con nadie. |                                                                                 |               |                                  |                            |                                   |                                    |
| 46 | «Una Situación Pegajosa» «Sticky Situation»                                     | M.R. Horhager | TBA                              | 29 de junio de 2017        | 7 de mayo de 2018                 | 10 de septiembre de 2017           |
| Cuando nadie llega a su fiesta, Dot asume que sus amigos no quieren estar ahí y decide seguir adelante con la fiesta de todas formas. |                                                                                 |               |                                  |                            |                                   |                                    |
| 47 | «Vacaciones Espectaculares en Casa» «Souptacular Staycation»                    | M.R. Horhager | TBA                              | 7 de septiembre de 2017    | 8 de mayo de 2018                 | 24 de septiembre de 2017           |
| Dot está triste por perderse un viaje con su mamá y papá, pero a cambio, va a un lugar interesante junto a Nana y Hal. |                                                                                 |               |                                  |                            |                                   |                                    |
| 48 | «La Estrella Fugaz» «The Shooting Star»                                         | M.R. Horhager | TBA                              | 8 de agosto de 2017        | 10 de mayo de 2018                | 17 de septiembre de 2017           |
| Dot y Ruby se enfrentan la una a la otra cuando Dot está emocionada de que Ruby vaya a una reunión del astroclub, pero Ruby preferiría estar en un concierto.                                                                              |                                                                                 |               |                                  |                            |                                   |                                    |
| 49 | «El Equipo de Limpieza» «The Clean Team»                                        | M.R. Horhager | Andrew Sabiston                  | 15 de agosto de 2017       | 19 de abril de 2018               | 16 de septiembre de 2017           |
| Luego de que la basura que otros dejan se interpone en el camino de su día familiar en la playa, Dot decide resolver el problema mundial de tirar la basura, de una vez por todas.                                                         |                                                                                 |               |                                  |                            |                                   |                                    |
| 50 | «Negocio de Nieve» «Snow Business»                                              | M.R. Horhager | TBA                              | 5 de septiembre de 2017    | 11 de mayo de 2018                | 24 de septiembre de 2017           |
| Dot y Hal quieren comprar un nuevo trineo, por lo que deciden ganar dinero con la nieve, pero descubren que ser un emprendedor es más trabajo de lo que esperaban.                                                                         |                                                                                 |               |                                  |                            |                                   |                                    |
| 51 | «Super Ruby»                                                                    | M.R. Horhager | TBA                              | 14 de septiembre de 2017   | 14 de mayo de 2018                | 24 de septiembre de 2017           |
| Dot acompaña a Ruby cuando va a ponerse sus nuevos aparatos auditivos. Ahí, conocen a una interesante mujer con un brazo biónico |                                                                                 |               |                                  |                            |                                   |                                    |
| 52 | «Perro de un Truco» «One Trick Doggy»                                           | M.R. Horhager | TBA                              | 31 de agosto de 2017       | 15 de mayo de 2018                | 17 de septiembre de 2017           |
| Dot inscribe a Scratch en un concurso canino, pero se excede un poco con los preparativos. |                                                                                 |               |                                  |                            |                                   |                                    |

### 2° Temporada (2018–2019)
| # | Título                                                                                | Dirigido por  | Escrito por | Fecha de estreno en Canadá | Fecha de estreno en Latinoamérica | Fecha de estreno en Estados Unidos |
| --- | ------------------------------------------------------------------------------------- | ------------- | ----------- | -------------------------- | --------------------------------- | ---------------------------------- |
| 1 | «La Mezcla de Helado» «Ice Cream Remix»                                               | M.R. Horhager | Meghan Read | 6 de abril de 2019         | 6 de marzo de 2019                | 21 de octubre de 2018              |
| Cuando el Sr. Ali organiza un concurso para descubrir el mejor sabor de helado, Dot y sus amigos intentan crear el mejor sabor de todos. Sin embargo, hallar la combinación correcta entre ingredientes nuevos y sabrosos es muy difícil.         |                                                                                       |               |             |                            |                                   |                                    |
| 2 | «La Campaña Canina» «On The Campaign Tail»                                            | M.R. Horhager | Meghan Read | 13 de abril de 2019        | 7 de marzo de 2019                | 13 de octubre de 2018              |
| Cuando un perro sin correa corre por el patio de la escuela y asusta a Dev, la escuela prohíbe el ingreso de los perros, pero Dot convence al director Lee para que se haga una votación. Dot y Ruby hacen una campaña para permitir los perros.  |                                                                                       |               |             |                            |                                   |                                    |
| 3 | «Pintando con Dot» «Painting With Dot»                                                | M.R. Horhager | Meghan Read | TBA                        | 8 de marzo de 2019                | 6 de octubre de 2018               |
| Dot se hace amiga de Sylvie, una joven artista que conoció en una exhibición de arte. Entonces, Dot debe ayudar a Sylvie cuando se desanima debido a un comentario negativo sobre sus cuadros, ¡y pronto Dot descubre que fue un malentendido!    |                                                                                       |               |             |                            |                                   |                                    |
| 4 | «Operación Cupido» «The Grandparent Trap»                                             | M.R. Horhager | Amy Benham  | TBA                        | 13 de marzo de 2019               | 16 de febrero de 2019              |
| Dot se da cuenta de que si Nana y el Sr. Sherman se enamoraran, ¡Nana podría mudarse al lado y estar cerca de ella todo el tiempo! Dot y Hal usan una aplicación de encuestas para descubrir qué pueden tener en común Nana y el Sr. Sherman.     |                                                                                       |               |             |                            |                                   |                                    |
| 5 | «Domando la Furia Colmilluda» «Facing The Fanged Fury»                                | M.R. Horhager | TBA         | TBA                        | 14 de marzo de 2019               | 7 de octubre de 2018               |
| Dot y Hal finalmente tienen la altura suficiente para montar “La Furia Colmilluda”, pero aún tienen miedo. Tras prepararse lo suficiente, Hal está listo para enfrentarlo, pero Dot todavía está asustada.                                        |                                                                                       |               |             |                            |                                   |                                    |
| 6 | «Diente Flojo» «Looth Tooth»                                                          | M.R. Horhager | TBA         | TBA                        | 15 de marzo de 2019               | 7 de octubre de 2018               |
| Con la ayuda de sus amigos, Dot buscará una manera de perder el diente y dárselo al hada de los dientes para finalmente comprar un micrófono de Krazy Karaoke.                                                                                    |                                                                                       |               |             |                            |                                   |                                    |
| 7 | «Lista de Deseo de Cumpleaños de Dot» «Dot's Birthday Wish List»                      | M.R. Horhager | Meghan Read | TBA                        | 20 de marzo de 2019               | 20 de octubre de 2018              |
| Se acerca el cumpleaños de Dot pero ella no tiene ningún regalo en mente. Tras conocer a Olivia, una inventora cuyo hermano trabaja en un campamento de verano de codificación, Dot tiene una idea para ayudar al campamento a seguir.            |                                                                                       |               |             |                            |                                   |                                    |
| 8 | «Tesoro Perdido y Tesoro Encontrado» «Treasure Lost & Treasure Found»                 | M.R. Horhager | TBA         | TBA                        | 21 de marzo de 2019               | 27 de octubre de 2018              |
| Cuando Dot y sus amigos sacan su drone submarino para bucear en el lago, encuentran un objeto extraño en las profundidades del agua. Resulta ser una caja de música, y con ayuda de Mamá y Papá, logran repararla para buscar a su dueño.         |                                                                                       |               |             |                            |                                   |                                    |
| 9 | «Margot la Magnífica» «Margot La Magnifique»                                          | M.R. Horhager | TBA         | TBA                        | 25 de marzo de 2019               | 13 de octubre de 2018              |
| Dot se reúne con su prima francesa Margot. Sin embargo, cuando intentan planear una sorpresa para el cumpleaños del Abuelo, se da cuenta de que son muy distintas y hablan diferentes idiomas.                                                    |                                                                                       |               |             |                            |                                   |                                    |
| 10 | «Espectáculo Adopta un Perro» «Adopt-a-Doggie Show»                                   | M.R. Horhager | TBA         | TBA                        | 27 de marzo de 2019               | 13 de octubre de 2018              |
| Para ayudar a los perros del refugio local, Dot decide darle hogar temporal a Edgar, un cariñoso perro. Luego, organiza un show de adopción para mostrar a los perros, pero Dot se encariña con Edgar y no lo quiere mostrar.                     |                                                                                       |               |             |                            |                                   |                                    |
| 11 | «El Viajerama de Nana Banana» «Nana Banana Road Trip-a-Rama»                          | M.R. Horhager | TBA         | TBA                        | 28 de marzo de 2019               | 27 de octubre de 2018              |
| Dot viaja con Nana para ver la superluna. Sin embargo, Dot está demasiado preocupada con los datos de la súper luna en su tablet como para admirar la belleza del viaje. Entonces, Nana le explica la importancia de vivir el momento.            |                                                                                       |               |             |                            |                                   |                                    |
| 12 | «Aventuras Cuidando al Hámster» «Adventures In Hamstersitting»                        | M.R. Horhager | TBA         | TBA                        | 29 de marzo de 2019               | 20 de diciembre de 2019            |
| Dot tiene la tarea de llevar a Butterscotch, el hámster mascota de su clase, a casa durante el fin de semana. Ella jura darle el mejor momento de su vida y crea un gigantesco 'hotel hámster' con túneles para que pueda correr y disfrutar.     |                                                                                       |               |             |                            |                                   |                                    |
| 13 | «Estrellas de Recompensa» «Reward Stars»                                              | M.R. Horhager | TBA         | TBA                        | 3 de abril de 2019                | 20 de diciembre de 2019            |
| Dot y sus amigos descubren un nuevo dispositivo Rangeroo que supuestamente hará más fácil ayudar a la comunidad. Sin embargo, Dot descubre que tal vez la nueva y elegante tecnología podría no ser necesaria cuando el objetivo es ayudar.       |                                                                                       |               |             |                            |                                   |                                    |
| 14 | «Slime es el Límite» «Slime's The Limit»                                              | M.R. Horhager | TBA         | TBA                        | 4 de abril de 2019                | 20 de diciembre de 2019            |
| Con la fiesta anual de pizza de la liga de baloncesto en peligro, Dot y sus compañeros de equipo deben recaudar fondos mediante la venta de slime casero, y deben aumentar su creatividad para vender más que el equipo de la competencia.        |                                                                                       |               |             |                            |                                   |                                    |
| 15 | «Alboroto con el Manos Libres» «Hands-Free Hubbub»                                    | M.R. Horhager | TBA         | TBA                        | 5 de abril de 2019                | 20 de diciembre de 2019            |
| Papá tiene un nuevo dispositivo llamado Assistii que responde a comandos de voz, y el Sr. Sherman cuida al loro de su hermana. Cuando cosas extrañas comienzan a suceder, descubren que un loro le ha estado repitiendo órdenes a Assistii.       |                                                                                       |               |             |                            |                                   |                                    |
| 16 | «Conectando las Estrellas» «Connect The Dot»                                          | M.R. Horhager | TBA         | TBA                        | 10 de abril de 2019               | 20 de diciembre de 2019            |
| Cuando Dot se entera de que Nev y Dev se van por el verano, ella intenta llenar cada momento con diversión antes que se vayan, pero es muy difícil.                                                                                               |                                                                                       |               |             |                            |                                   |                                    |
| 17 | «Trabajo Ligero» «Light Work»                                                         | M.R. Horhager | TBA         | TBA                        | 11 de abril de 2019               | 20 de diciembre de 2019            |
| Cuando descubre que el proyecto de ciencias en que ha estado trabajando es el mismo que el de su compañero, Dot debe buscar una nueva idea. Con ayuda de Hal, decide probar algunas cosas diferentes antes de decidir qué hacer finalmente.       |                                                                                       |               |             |                            |                                   |                                    |
| 18 | «Sé el Robot» «Be The Bot»                                                            | M.R. Horhager | TBA         | TBA                        | 12 de abril de 2019               | 20 de diciembre de 2019            |
| Greg y el Club de Robótica Avanzada presentan a Dot y Hal el RoboBall, un juego parecido al fútbol que se juega con pequeños robots. Dot está emocionada con el juego, mientras que Hal está un poco frustrado pues no logra ganar.               |                                                                                       |               |             |                            |                                   |                                    |
| 19 | «Tradiciones en el Hielo» «Traditions On Ice»                                         | M.R. Horhager | TBA         | TBA                        | 17 de abril de 2019               | 20 de diciembre de 2019            |
| Dot está devastada ya que el Festival de Patinaje anual ha sido cancelado por la falta de nieve, y teme que la Navidad esté arruinada. Entonces, con la ayuda de sus padres y amigos Dot decora la casa y crea su propia versión del Festival     |                                                                                       |               |             |                            |                                   |                                    |
| 20 | «Di sí al Ajedrez» «Say Yes To The Chess»                                             | M.R. Horhager | TBA         | TBA                        | 18 de abril de 2019               | 20 de diciembre de 2019            |
| Dot está decepcionada al enterarse de que su torneo de ajedrez con Papá tendrá que ser pospuesto debido a su trabajo. Entonces, Dot y Hal se ofrecen como voluntarios para convertirse en ayudantes en el trabajo de Papá.                        |                                                                                       |               |             |                            |                                   |                                    |
| 21 | «Hazlo a tu Manera» «Make Your Own Way»                                               | M.R. Horhager | TBA         | TBA                        | 19 de abril de 2019               | 20 de diciembre de 2019            |
| Dot y sus amigos participan en un concurso que les exige hacer un video musical de una canción de Gatonova. Pronto todos se dan cuenta de que para sobresalir entre la multitud, deberán darle su toque. Gracias a esto, Dev descubre un talento. |                                                                                       |               |             |                            |                                   |                                    |
| 22 | «Ardillas en Movimiento» «Squirrels On The Move»                                      | M.R. Horhager | TBA         | TBA                        | 24 de abril de 2019               | 20 de diciembre de 2019            |
| Dot y Hal descubren a una ardilla albina en el patio trasero de Dot. Sin embargo, se dan cuenta de que un árbol se ha caído debido a una tormenta y la ardilla bebé se ha separado de su madre.                                                   |                                                                                       |               |             |                            |                                   |                                    |
| 23 | «El Día de Dev» «Dev Day»                                                             | M.R. Horhager | TBA         | TBA                        | 25 de abril de 2019               | 20 de diciembre de 2019            |
| Cuando Dev padece de un caso de melancólica nostalgia, Dot y la pandilla tratan de animarlo al traer el hogar al campamento con fotos familiares, una araña genial y su comedero de pájaros favorito.                                             |                                                                                       |               |             |                            |                                   |                                    |
| 24 | «Détente a Oler las Rosas Silvestres» «Stop And Smell The Wild Roses»                 | M.R. Horhager | TBA         | TBA                        | 26 de abril de 2019               | 20 de diciembre de 2019            |
| Rick les enseña a los niños que la codificación está en todas partes de la vida cotidiana, y organiza una búsqueda del tesoro en el campamento. Dot está decidida a ganar, incluso si eso significa dejar atrás a su compañero de equipo.         |                                                                                       |               |             |                            |                                   |                                    |
| 25 | «El Cerdo Fantasma» «The Ghost Pig»                                                   | M.R. Horhager | TBA         | TBA                        | 1 de mayo de 2019                 | 20 de diciembre de 2019            |
| Aunque se niegan a admitirlo, Nev, Dev y Hal se asustan un poco cuando Dot cuenta una aterradora historia sobre un Cerdo Fantasma. |                                                                                       |               |             |                            |                                   |                                    |
| 26 | «El Algoritmo es un Bailarín» «Algorithm Is A Dancer»                                 | M.R. Horhager | TBA         | TBA                        | 2 de mayo de 2019                 | 20 de diciembre de 2019            |
| Nev tiene problemas con su proyecto de codificación, y Rick les enseña a los niños la importancia de ser específicos con la información en cosas cotidianas.                                                                                      |                                                                                       |               |             |                            |                                   |                                    |
| 27 | «La festival de colores año nuevo de Dot» «Dot's Festival of Colors New Year Blowout» | M.R. Horhager | Meghan Reed | 20 de diciembre de 2019    | 31 de diciembre de 2019           | 20 de diciembre de 2019            |
| Dot, Hal, Ruby, Nev, Dev, Sr. y Sra. Comet recorrer el mundo árabe, mientras el resto de la gente prepara una fiesta de año nuevo para Dot Comet.                                                                                                 |                                                                                       |               |             |                            |                                   |                                    |

## Recepción
Dot. mantiene un crítica de 7.4/10 en IMDb a partir de 17 reviews. En Common Sense Media obtuvo una crítica de 5/5, agregando: "Los padres necesitan saber que Dot. está basada en un libro escrito por Randi Zuckerberg y se centra en la vida curiosa de una niña de 8 años que usa la tecnología, las matemáticas, y conceptos de ciencia para aprender nuevas cosas, pero nunca a expensas de las experiencias del mundo real y las personas que le importan. Para Dot y su familia, se trata de equilibrio, por lo que se presta mucha atención a los momentos en que reconoce que está lista para desconectarse. El programa se propone exponer a los niños, -- en particular a las niñas -- a los conceptos de ciencia, tecnología, ingeniería y matemática de una manera atractiva y apropiada para su edad a través de la protagonista simpática y segura de sí misma. Como beneficio adicional, presenta a los padres de Dot como sus modelos de conducta y educadores, y a sus amigos como influencias positivas en su vida".